# Beaufortsee
Koordinaten: 72° N, 137° W

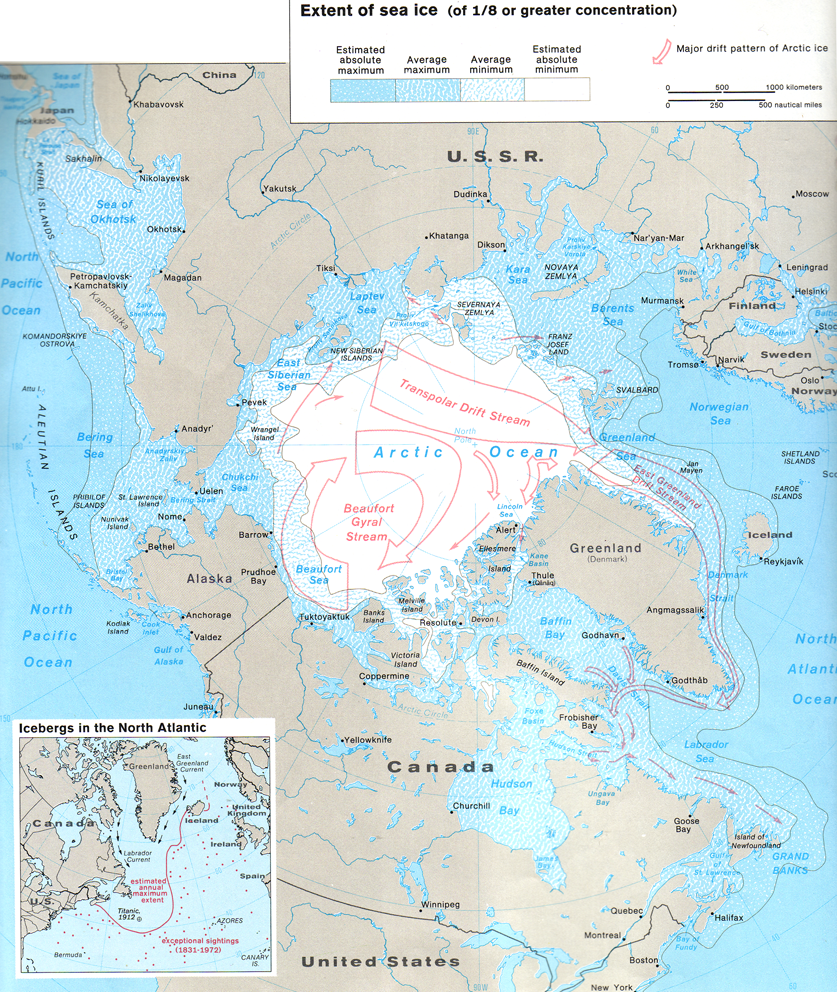
Eisströmung im Beaufortwirbel

Die Beaufortsee (englisch Beaufort Sea, französisch Mer de Beaufort, inupiaq Taġiuq) ist ein Randmeer des Arktischen Ozeans. Sie liegt vor der nördlichen Küste von Alaska und den kanadischen Territorien Yukon und Nordwest. Im Osten wird sie begrenzt von dem Amundsen-Golf, der McClure Strait und der Banksinsel. Nördlich erstreckt sie sich bis zu Prince Patrick Island, im Westen grenzt sie bei Point Barrow an die Tschuktschensee.
Das Randmeer hat eine Fläche von etwa 476.000 km² und ist bis zu 4683 m tief. Die durchschnittliche Tiefe beträgt 1004 m.
Größter Zufluss ist der kanadische Fluss Mackenzie, der in der Nähe der Ortschaft Tuktoyaktuk in die Beaufortsee mündet.
Die Beaufortsee ist geprägt durch den Beaufortwirbel, eine der zwei großen Eisströmungen im Nordpolarmeer. Diese Eisdrift im Beaufortwirbel führt das arktische Meereis in einen großen kreisförmigen Wirbel, in dem es jahrelang kreist und dabei an Dicke zunimmt – Eisdicken von mehreren Metern waren bisher charakteristisch für das mehrjährige Eis der Beaufortsee. Die Dicke nahm in den 2000er- und 2010er-Jahren erheblich ab, dabei schmolz es insbesondere im südlichen Arm des Wirbels.
Benannt wurde sie nach Sir Francis Beaufort (1774–1857).

Der Meeresteil beherbergt Erdöl- und Erdgasvorkommen. Der Grenzverlauf (ausschließlich auf dem Wasser) ist Bestandteil eines Gebietsdisputes zwischen Kanada und den Vereinigten Staaten von Amerika.